# Kärra, Göteborg
Kärra är en stadsdel, med stadsdelsnummer 79, och primärområde i stadsområde Hisingen i Göteborgs kommun, belägen på Hisingen i Göteborg. Stadsdelen har en areal på 1 438 hektar. I postala sammanhang skrivs ortnamnet Hisings Kärra.

## Historia
Kärra ingick i Säve socken, som fram till 1658 tillhörde Norge. Området drabbades av många krig och vid slutet av 1600-talet anlades Orrekulla skans. Den rustades upp 1719, men en under 1780-talet diskuterad förstärkning utfördes aldrig, varefter skansen fick förfalla.
År 1967 inkorporerades Kärra i Göteborg.

## Bebyggelse
På tidigare jordbruksmark i Klareberg, som inkorporerades 1967, byggde HSB och Riksbyggen från 1971 omkring 3 000 lägenheter i 2-8-våningars lamellhus, radhus och villor. Bostäderna är grupperade kring Kärra Centrum.
Clarebergs gård hette ursprungligen Berg, men efter kommerserådet och direktören i Ostindiska kompaniet Magnus Lagerströms övertagande av gården 1735, uppkallades den efter hans hustru Clara. En större ombyggnad skedde omkring år 1900.
Kärra kapell uppfördes 1920.
Kärra Centrum invigdes den 29 november 1978.

## Sport
I Kärra är idrotten en viktig fritidssysselsättning. De stora klubbarna är Kärra HF (handboll), Kärra KIF (fotboll) Hisingskärra IBK (innebandy) och Kärra IBK (innebandy).

## Skolor
Klarebergsskolan är en grundskola i Kärra, som grundades 1979  för elever 10-16 år. Skolan har omkring 630 elever.
Kärra skola uppfördes som folkskola 1874 och byggdes ut 1908, samt 1952–1956 efter ritningar av Sven Brolid och Jan Wallinder.

## Nyckeltal

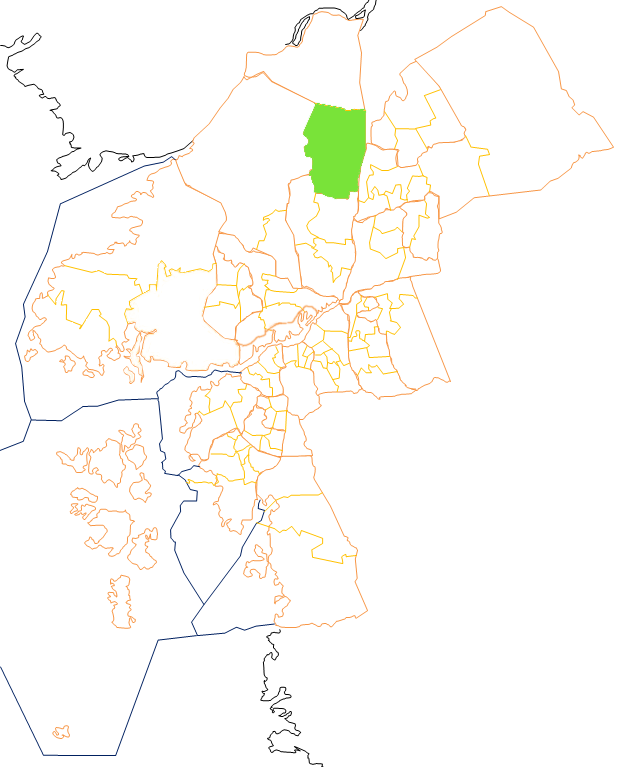
Kärra

Nyckeltalen redovisar statistik som beskriver Göteborg och dess 96 delområden, primärområden, per den 31 december och kan användas för att jämföra de olika områdena. Nedan redovisas uppgifter för primärområdet och jämförelse görs mot uppgifterna för hela kommunen.
|                                                           | Kärra      | Hela Göteborg |
| --------------------------------------------------------- | ---------- | ------------- |
| Folkmängd                                                 | 10 651     | 587 549       |
| Befolkningsförändring 2020–2021                           | +43        | +4 493        |
| Andel födda i utlandet                                    | 19,7 %     | 28,3 %        |
| Andel utrikes födda eller med två utrikes födda föräldrar | 19,7 %     | 38,1 %        |
| Medelinkomst                                              | 359 600 kr | 332 400 kr    |
| Arbetslöshet                                              | 3,7 %      | 6,6 %         |
| Antal ersatta dagar från F-kassan per person (16-64 år)   | 17,4       | 19,5          |
| Andel med eftergymnasial utbildning (minst 3 år)          | 27,5 %     | 37,9 %        |
| Andel bostäder byggda 1971–1980                           | 59,6 %     |               |
| Andel bostäder i allmännyttan                             | 0,0 %      | 25,9 %        |
| Antal färdigställda bostäder 2021                         | 8          |               |
| Andel bostäder i småhus                                   | 46,2 %     | 18,3 %        |

## Stadsområdes- och stadsdelsnämndstillhörighet
Primärområdet tillhörde fram till årsskiftet 2020/2021 stadsdelsnämndsområdet Norra Hisingen och ingår sedan den 1 januari 2021 i stadsområde Hisingen.